# Horwitz & Kattentid
Horwitz & Kattentid A/S var en dansk cigarfabrik i København grundlagt 1892 af den fra Altona indvandrede Salomon Horwitz (1851-1930) samt grosserer Jens Julius Maximilian Kattentid (1856-1927). Fabrikken lå først i Store Kongensgade 29 og dernæst i Kigkurren 6-8 på Islands Brygge i bygninger, der var opført 1915-17 ved Kay Schrøder.
Ifølge Trap Danmark (1906) producerede fabrikken årligt 7½-8 mio. cigarer og beskæftigede 170 medarbejdere.
I 1919 indgik Horwitz & Kattentid i A/S De Danske Cigar- & Tobaksfabrikker, der var dannet ved en sammenslutning med firmaerne Chr. Augustinus Fabrikker og E. Nobel. I 1933 blev A/S Horwitz & Kattentid atter udskilt (ligeledes E. Nobel i 1938), men i 1949 blev A/S Horwitz & Kattentid helt overtaget af De Danske Cigar- & Tobaksfabrikker. Firmanavnet blev dog bevaret nogle yderligere år.
3. februar 1945 blev en stor mellembygning i Horwitz & Kattentids tidligere fabrikskompleks totalt ødelagt ved brand og bombeeksplosion. I bygningen fremstillede "Seibæks mekaniske Etablissement" værnemagtsgods af et meget brandfarligt stof.
Det var på Horwitz & Kattentid, at den unge Thorvald Stauning fik fast arbejde som cigarsorterer i 1890'erne efter at have været ansat på flere andre fabrikker i København (bl.a. P. Wulffs Cigarfabrik) og i provinsen (J.P. Schmidt jun.).